# Telmatoscopus congruus
Telmatoscopus congruus és una espècie d'insecte dípter pertanyent a la família dels psicòdids que es troba a Centreamèrica: Nicaragua (el departament de Zelaya) i Costa Rica (la província d'Heredia).